# Distretto di Far North
Il distretto di Far North (in māori: Muriwhenua) è un'autorità territoriale della Nuova Zelanda che si trova entro i confini della regione di Northland. Come suggerisce il suo nome inglese, si tratta del distretto più settentrionale della nazione.

## Geografia fisica

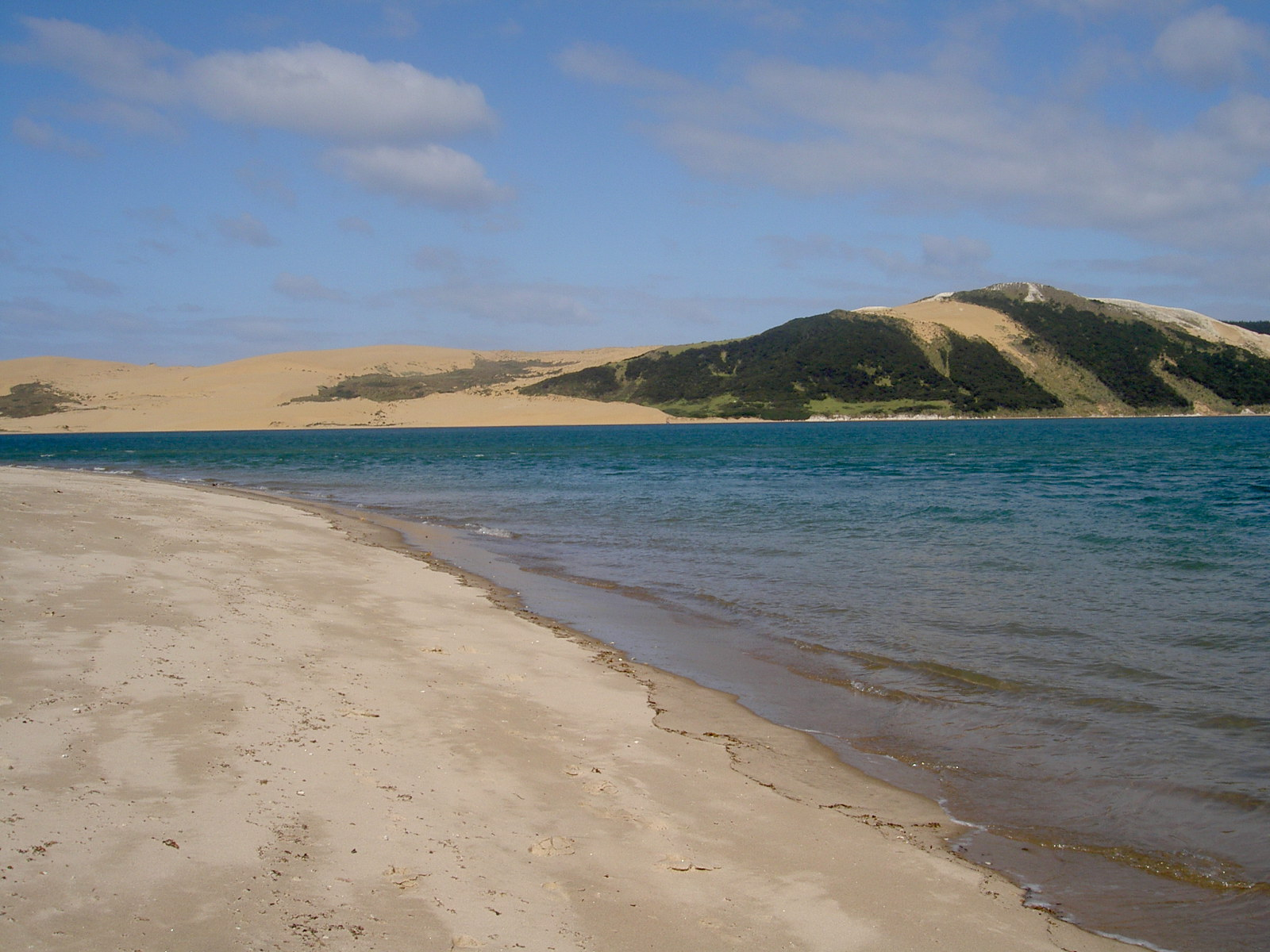
La spiaggia di Opononi (Hokianga)

Il distretto costituisce la "punta" dell'Isola del Nord e il suo territorio si sviluppa fra i promontori e le baie settentrionali della Penisola Aupouri, attraverso la spiaggia di Ninety Mile fino alla parte principale della Penisola North Auckland.
Esso confina con i distretti di Kaipara e Whangarei che, insieme al distretto di Far North, costituiscono i tre territori della regione del Northland.

## Popolazione
Il distretto comprende le città di Kaikohe, Kaitaia, Kerikeri, Paihia, Russell, Opua, Kawakawa e Moerewa. La popolazione totale del distretto è di 55 845 abitanti (secondo i dati del 2006), il 40% dei quali sono di etnia Maori.
Nel corso degli ultimi 10 anni la popolazione del distretto si è mossa controcorrente rispetto al resto della popolazione del globo (e della Nuova Zelanda stessa), spostandosi dalle città verso le campagne. La città maggiore, Kaitaia, ha solo 5 200 abitanti, mentre Kaikohe, il capoluogo del distretto, ne ha 4.100.

## Autorità locali precedenti
Il distretto di Far North venne formato dall'unione delle municipalità di Mangonui, Hokianga, Whangaroa e Bay of Islands.